# Gendarmerie de Nancy
La gendarmerie de Nancy est un édifice situé dans la ville de Nancy, dans la Meurthe-et-Moselle en région Grand Est. À l'époque, l'entrée de la gendarmerie était située au numéro 3 de la rue Jacquot.

## Situation

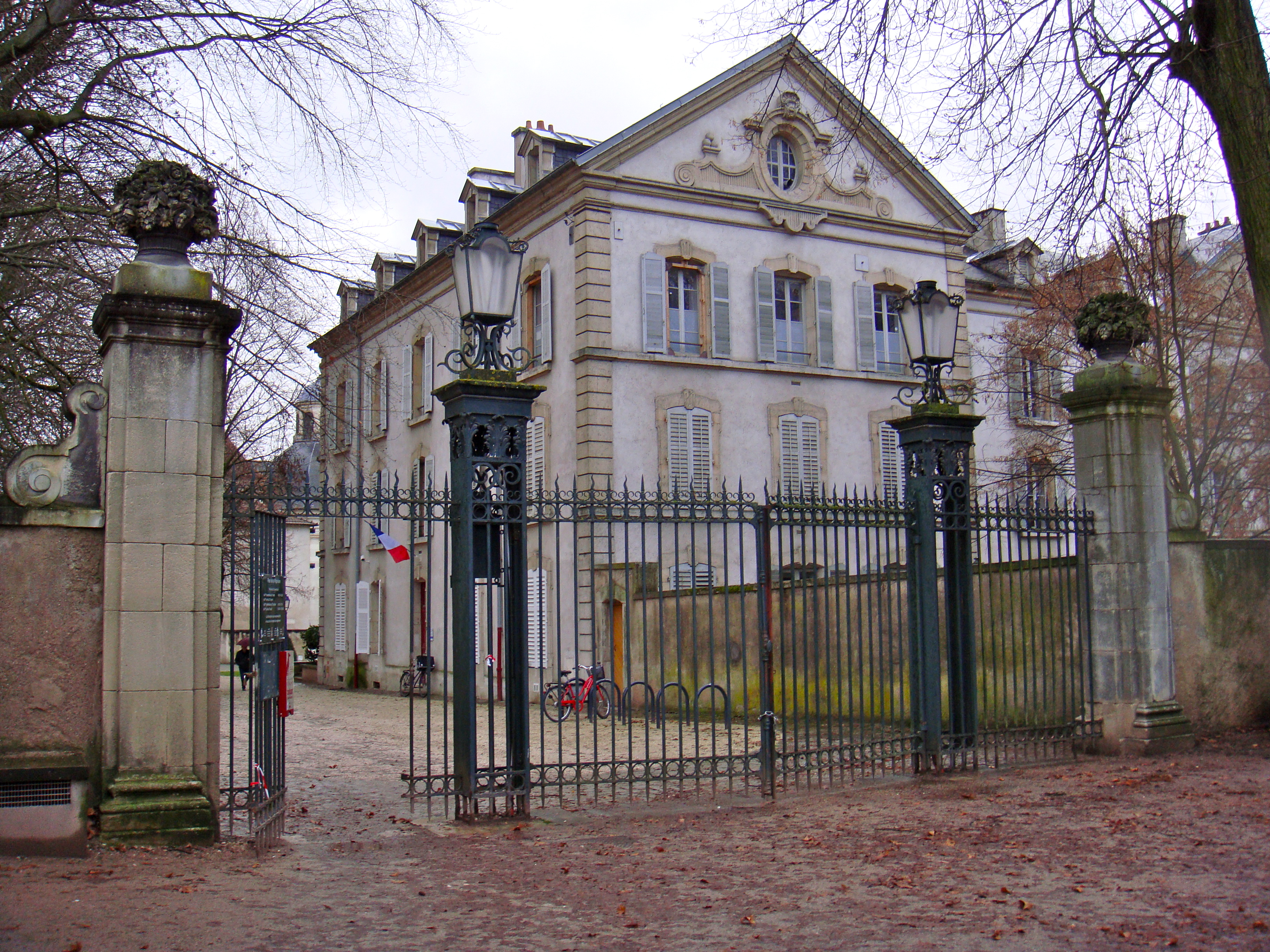
Entrée de la gendarmerie.

Il se situe dans la ville de Nancy, dans le quartier Ville Vieille - Léopold, au 7 rue des Cordeliers.

## Histoire
Les façades et les toitures sont inscrites au titre des monuments historiques par arrêté du 19 décembre 2005. 
Il témoigne de l’architecture de la fin du XIXe siècle. Le projet date de 1872, c'est une ancienne gendarmerie.

## Description
L'édifice a été réalisé comme un pastiche du XVIIIe siècle et a été construit sous le contrôle des architectes Léon Vautrin et Charles-Louis Bottelin.
Devant l'édifice s'élève une statue d'Hubert Lyautey sculptée par François Cogné.